# Skálafjørður

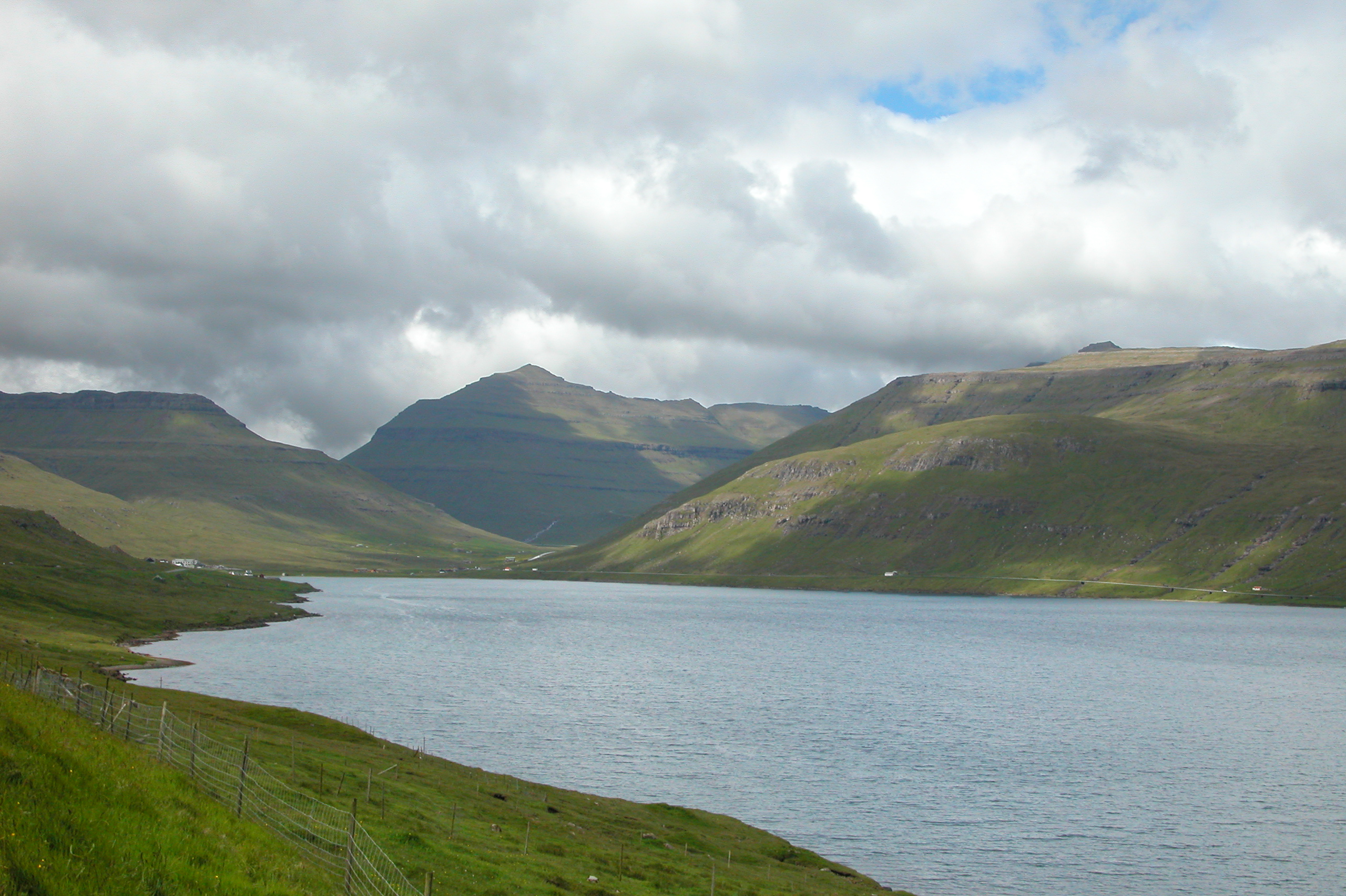
Skálafjørður, vy mot inre delen av fjorden.

Skálafjørður (IPA: ˈskɔalaˌfjøːɹʊɹ, danska: Skålefjord), är en fjord på sydsidan av Eysturoy på Färöarna som sträcker sig 14 kilometer mot nordväst från samhället Nes, till Skálabotnur längst in i fjorden. 
Skálafjørður är Färöarnas längsta fjord. Längs östsidan ligger ett av ögruppens tätast befolkade områden. Den sammanhängande bebyggelsen startar vid Nes i mynningen av fjorden och fortsätter vidare med Toftir, Saltnes, Runavík, Saltangará, Glyvrar, Lambareiði, Søldarfjørður, Skipanes och Gøtueiði till det längst in i fjorden liggande Skálabotnur. På västsidan ligger Skála, Innan Glyvur och Strendur.
Under andra världskriget uppbringades den 20 juni 1940 fyra svenska jagare som ankrat i fjorden av brittiska flottan i den så kallade Psilanderaffären.